# Luke Pato
Luke Lungile Pato (* im 20. Jahrhundert) ist ein ehemaliger südafrikanischer anglikanischer Bischof. Er war vom 7. Mai 2016 bis zu seiner Pensionierung im Dezember 2021 der 11. Bischof der Diözese Namibia. Er wurde in der Heiliger-Erlöser-Kirche in Walvis Bay geweiht.
Die Synode Ende Juli 2015 in Okahandja konnte sich nicht auf einen neuen Bischof einigen. Keiner der drei Kandidaten erhielt die nötige Zweidrittelmehrheit. Somit wurde die Entscheidung an das Haus der Bischöfe übergeben, das Pato im Februar 2016 ernannte.
Pato setzt sich vor allem auch für den Kampf gegen Malaria ein. Er war bis zu seiner Berufung nach Namibia Exekutivdirektor der Anglican Church of Southern Africa. Einer der Kandidaten bei der Bischofswahl, Lukas Katenda, bezeichnete 2019 Pato als Satan, da er die Kirche zerstören wolle und sagte sich von diesem los. Wenig später wurde Katenda zum Bischof der Reformierten Evangelisch-Anglikanische Kirche in Namibia (ehemals Church of England in Namibia) gewählt.

## Veröffentlichungen
- Luke Lungile Pato, Louise Kretzschmar, L. D. Hulley (Hrsg.): Archbishop Tutu: Prophetic Witness to South Africa, B H B Distribution, 1997, ISBN 978-0798136075.